# Red Baron (videojuego de 1990)
Red Baron es un videojuego para PC, creado por Damon Slye en Dynamix y publicado por Sierra Entertainment en 1990, diez años después del lanzamiento del original.
El juego es una simulación de vuelo en el frente occidental de la Primera Guerra Mundial. El jugador puede participar en misiones individuales o en el modo carrera, volando para el Servicio Aéreo Alemán o el Royal Flying Corps. En el transcurso del juego, el jugador puede encontrarse volando en el escuadrón del Barón Rojo Jasta 11, o encontrándose con él como un enemigo por encima del frente.
Se anunció una versión del juego para Nintendo 64, pero finalmente fue cancelado.